# Zuid-Afrikaanse parlementsverkiezingen 1974
De Zuid-Afrikaanse parlementsverkiezingen van 1974 vonden op 24 april 1974 plaats.
Bij de verkiezingen herstelde de Nasionale Party zich ten opzichte van 1970, toen de partij 8 zetels verloor. De rechtse Herstigte Nasionale Party van Albert Hertzog leed opnieuw een nederlaag. De partij slaagde er weer niet in om zetels te veroveren. De officiële oppositiepartij, de Verenigde Party van Sir De Villiers Graaff, verloor 6 zetels. Grote winst was er voor de Progressive Party, die 5 zetels won. (Later verwierf de partij nog een zetel, na tussentijdse verkiezingen in het district Pinelands.) De partij, sinds 1961 met één zetel vertegenwoordigd in de Volksraad (in de persoon van Helen Suzman), werd beloond voor haar doeltreffende en consequente oppositie tegen het Apartheidsbewind.

## Uitslag
| Partij                    | Lijsttrekker           | %     | Zetels | Verandering |
| ------------------------- | ---------------------- | ----- | ------ | ----------- |
| Nasionale Party           | John Vorster           | 57,1% | 123    | +5          |
| Verenigde Party           | Sir De Villiers Graaff | 32,7% | 41     | -6          |
| Progressiewe Party        | Helen Suzman           | 5,3%  | 7      | +6          |
| Herstigte Nasionale Party | Albert Hertzog         | 3,6%  | 0      | -           |
| Democratic Party          | Theo Gerdener          | 0,9%  | 0      | -           |
| Anderen                   |                        | 0,4%  | 0      | -           |
| Totaal                    |                        | 100%  | 166    | +5          |

## Nasleep
Een jaar na de verkiezingen scheidden vier progressieve parlementariërs zich van de Verenigde Party af. Zij waren ontevreden over de conservatieve koers van de partij. De afgescheiden parlementairiërs richtten de Reform Party op. Leider van de partij werd Harry Schwartz. Op 25 juli 1976 fuseerden de Reform Party en de Progressive Party tot de Progressive Reform Party, die in 1977 opging in de Progressive Federal Party. De PFP zou uitgroeien tot de officiële oppositiepartij (ter vervanging van de Verenigde Party).

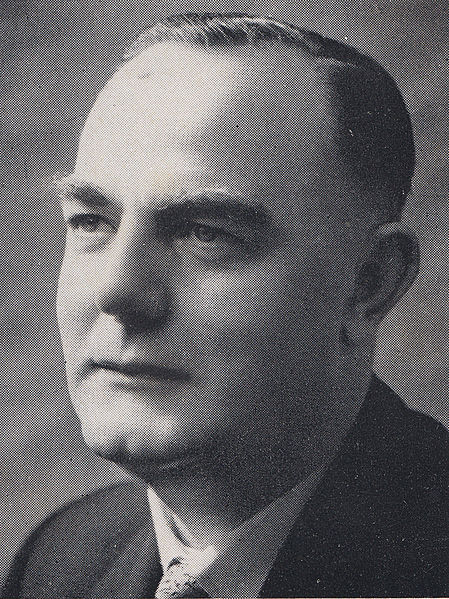
John Vorster

Parlementsverkiezingen: 1910 · 1915 · 1920 · 1921 · 1924 · 1929 · 1933 · 1938 · 1943 · 1948 · 1953 · 1958 · 1961 · 1966 · 1970 · 1974 · 1977 · 1981 · 1984 · 1987 · 1989 · 1994 · 1999 · 2004 · 2009 · 2014 · 2019 · 2024

Referenda: 1960 · 1983 · 1992